# Kanton Le Grand-Lemps
Der Kanton Le Grand-Lemps ist seit 1790 ein Wahlkreis in den Arrondissements Grenoble, La Tour-du-Pin und Vienne im Département Isère der Region Auvergne-Rhône-Alpes in Frankreich. Hauptort ist Le Grand-Lemps. Vertreter im conseil général des Départements sind seit 2015 Sylviane Colussi (DVG) und Didier Rambaud (DVG).

## Gemeinden
Der Kanton besteht aus 30 Gemeinden mit insgesamt 37.678 Einwohnern (Stand: 2022) auf einer Gesamtfläche von 320,48 km²:
| Gemeinde                   | Einwohner 1. Januar 2022 | Fläche km² | Dichte Einw./km² | Code INSEE | Postleitzahl | Arrondissement |
| -------------------------- | ------------------------ | ---------- | ---------------- | ---------- | ------------ | -------------- |
| Apprieu                    | 3.602                    | 15,09      | 239              | 38013      | 38140        | La Tour-du-Pin |
| Belmont                    | 624                      | 6,51       | 96               | 38038      | 38690        | La Tour-du-Pin |
| Bévenais                   | 1.042                    | 14,08      | 74               | 38042      | 38690        | La Tour-du-Pin |
| Bilieu                     | 1.601                    | 6,71       | 239              | 38043      | 38850        | La Tour-du-Pin |
| Biol                       | 1.536                    | 15,51      | 99               | 38044      | 38690        | La Tour-du-Pin |
| Bizonnes                   | 1.028                    | 11,04      | 93               | 38046      | 38690        | La Tour-du-Pin |
| Blandin                    | 156                      | 4,26       | 37               | 38047      | 38730        | La Tour-du-Pin |
| Burcin                     | 439                      | 6,69       | 66               | 38063      | 38690        | La Tour-du-Pin |
| Châbons                    | 2.152                    | 18,14      | 119              | 38065      | 38690        | La Tour-du-Pin |
| Charavines                 | 2.014                    | 7,52       | 268              | 38082      | 38850        | La Tour-du-Pin |
| Chassignieu                | 226                      | 5,17       | 44               | 38089      | 38730        | La Tour-du-Pin |
| Chélieu                    | 739                      | 10,13      | 73               | 38098      | 38730        | La Tour-du-Pin |
| Chirens                    | 2.510                    | 17,53      | 143              | 38105      | 38850        | Grenoble       |
| Colombe                    | 1.803                    | 13,23      | 136              | 38118      | 38690        | La Tour-du-Pin |
| Doissin                    | 879                      | 8,45       | 104              | 38147      | 38730        | La Tour-du-Pin |
| Eydoche                    | 541                      | 5,58       | 97               | 38159      | 38690        | La Tour-du-Pin |
| Flachères                  | 568                      | 4,94       | 115              | 38167      | 38690        | La Tour-du-Pin |
| Izeaux                     | 2.138                    | 15,54      | 138              | 38194      | 38140        | Grenoble       |
| Le Grand-Lemps             | 3.093                    | 12,90      | 240              | 38182      | 38690        | La Tour-du-Pin |
| Longechenal                | 605                      | 8,12       | 75               | 38213      | 38690        | Vienne         |
| Massieu                    | 757                      | 10,46      | 72               | 38222      | 38620        | La Tour-du-Pin |
| Montferrat                 | 1.839                    | 12,26      | 150              | 38256      | 38620        | La Tour-du-Pin |
| Montrevel                  | 447                      | 9,37       | 48               | 38257      | 38690        | La Tour-du-Pin |
| Oyeu                       | 1.092                    | 13,69      | 80               | 38287      | 38690        | La Tour-du-Pin |
| Saint-Didier-de-Bizonnes   | 330                      | 7,20       | 46               | 38380      | 38690        | La Tour-du-Pin |
| Saint-Ondras               | 661                      | 8,15       | 81               | 38434      | 38490        | La Tour-du-Pin |
| Saint-Sulpice-des-Rivoires | 427                      | 7,16       | 60               | 38460      | 38620        | La Tour-du-Pin |
| Val-de-Virieu              | 1.534                    | 16,26      | 94               | 38560      | 38730        | La Tour-du-Pin |
| Valencogne                 | 681                      | 7,55       | 90               | 38520      | 38730        | La Tour-du-Pin |
| Villages du Lac de Paladru | 2.614                    | 21,24      | 123              | 38292      | 38850        | La Tour-du-Pin |
| Kanton Le Grand-Lemps      | 37.678                   | 320,48     | 118              | 3808       | –            | –              |

Bis zur Neuordnung bestand der Kanton Le Grand-Lemps aus den 13 Gemeinden Apprieu, Belmont, Bévenais, Biol, Bizonnes, Burcin, Châbons, Colombe, Eydoche, Flachères, Le Grand-Lemps, Longechenal und Saint-Didier-de-Bizonnes.

## Veränderungen im Gemeindebestand seit der landesweiten Neuordnung der Kantone
2019: Fusion Panissage und Virieu → Val-de-Virieu
2017: Fusion Le Pin und Paladru → Villages du Lac de Paladru